# Operación Peter Pan
Operación Peter Pan (también Operación Pedro Pan) fue un éxodo clandestino de más de 14.000 menores cubanos no acompañados de entre 6 y 18 años a Estados Unidos durante un período de dos años, de 1960 a 1962. Fueron enviados por padres que temían, basándose en rumores infundados y propagados por el gobierno de Cuba, que Fidel Castro y el Partido Comunista planeaban revocar la patria potestad de sus hijos y colocar a los menores en supuestos "centros de adoctrinamiento comunista". Nunca se llevaron a cabo acciones de este tipo por parte del régimen de Castro.

## La operación
El sacerdote católico estadounidense, el Padre (posteriormente Monseñor) Bryan Walsh trabajó con Washington para coordinar la tramitación de visas para los niños. Vuelos de Pan Am llevaron a los niños a Miami, Florida, que, en la jerga de la operación era llamada "La tierra de Nunca Jamás" (Neverland), y por ello los niños fueron conocidos como los "Peter Pans". El plan original de la operación contaba con que los niños se reunieran con sus padres al cabo de pocos meses.
En 1961, los Estados Unidos cerraron su embajada en Cuba como parte de los preparativos para la Invasión de Bahía de Cochinos. En respuesta a la invasión, Cuba llegó a un acuerdo con el premier soviético Nikita Jrushchov para trasladar armas nucleares al país, lo que llevó a la Crisis de los Misiles en 1962. Durante esta crisis, el Gobierno de los Estados Unidos canceló los vuelos entre los dos países; esto tuvo un efecto dramático, dejando a ochocientos niños a la espera de sus padres en Miami.
Cuando se hizo obvio que los padres no llegarían pronto a los Estados Unidos, grupos católicos recogieron a los niños de Miami y los ubicaron en diferentes orfanatos, o con diversas familias por todo el país, para que fueran adoptados. Después del cese de los vuelos comerciales entre Cuba y EE. UU. se delinearon otras rutas alternativas para el éxodo de los niños desde Cuba, y más tarde, para los propios padres, con miras a una eventual reunificación. Muchas de estas operaciones fueron secretas pero finalmente fueron descubiertas. La ex primera dama cubana Polita Grau y su hermano Ramón Grau Alsina fueron organizadores de la operación en Cuba. Ellos fueron apresados en 1965 y condenados a 30 años de prisión, siendo liberados en 1978 y 1986, y emigraron a Estados Unidos.
Los padres viajarían a un tercer país (por lo general México o España), desde Cuba y tendrían que esperar en el limbo para obtener visados que les permitieran viajar a los Estados Unidos más tarde. El Reino Unido permitió que niños cubanos viajaran a Jamaica con visas emitidas por la embajada de Gran Bretaña, para luego viajar directamente a Estados Unidos desde allí. Si bien la Operación Peter Pan era un programa clandestino, el gobierno cubano lo descubrió.

## Propaganda
Muchos estudiosos y participantes de la Operación afirman que esta fue una estratagema propagandística de la que Estados Unidos se valió para generar mayor presión y malestar en las capas medias de Cuba, y así lograr un mayor apoyo a sus actos y actividades en contra del gobierno de Castro. 
En 1960, al menos una emisora de radio cubana alertó sobre la posibilidad de que el nuevo gobierno en la isla tuviera una agenda política en cuyos planes figuraba el separar a los hijos de sus padres. La emisión radial alertaba sobre el asunto diciendo: "Madres cubanas, no dejen que les quiten a sus hijos! El Gobierno Revolucionario se los quitará a ustedes cuando cumplan cinco años y los retendrá hasta que tengan 18".
La profesora María de los Ángeles Torres, quien fuera uno de los niños Peter Pan (Peter Pan child), ha comentado que la Agencia Central de Inteligencia (CIA) llevó a cabo la operación, dirigida deliberadamente para difundir la noticia de que el gobierno de EE. UU. estaba dispuesto a garantizar visas para facilitar el traslado de los niños cubanos a EE. UU., al tiempo que validaba el rumor de que el Gobierno revolucionario podría estar planeando el separar a los hijos de sus padres con fines políticos. La CIA ha negado tal acusación.
En 1962 el Gobierno de Estados Unidos produjo un film documental específicamente para ser mostrado a los niños que llegaban a Miami. El film se titulaba The Lost Apple (La Manzana Perdida), y era esencialmente anticomunista. El mismo mencionaba en forma explícita a Fidel Castro como el responsable de que los padres no pudieran reunirse con los niños. Según Torres, el entonces fiscal general de los Estados Unidos Robert F. Kennedy aprobó la realización del documental como parte de la campaña anticomunista del gobierno de Washington.

## Secuelas
Hoy día, algunos de los más famosos "Peter Pans" son el senador de los Estados Unidos por Florida, Mel Martinez, el alcalde de Miami Tomás Pedro Regalado, el músico latino Willy Chirino, que cultiva el "Miami Sound", su esposa, la cantautora Lissette Alvarez y Mike Bezos, padre adoptivo de Jeff Bezos, fundador de Amazon. La organización caritativa "Operation Peter Pan Group" (Grupo Operación Peter Pan) fue creada para ayudar a los niños necesitados que fueron parte de este programa y para preservar la historia de la Operación Peter Pan. Sin embargo también muchos de estos niños víctimas de La Operación Piter Pan jamás llegaron a reencontrarse con sus padres.